# Ivan Čvorović
Ivan Čvorović (Serbia: Ивaн Чвopoвић, Bulgaria: Иван Чворович; sinh ngày 21 tháng 9 năm 1985) là một cầu thủ bóng đá người Serbia - gốc Bulgaria hiện đang chơi cho câu lạc bộ Ludogorets Razgrad, sau khi chuyển đến từ Minyor Pernik vào tháng 5 năm 2012. Ngày 26 tháng 5 năm 2012, Čvorović lần đầu tiên được khoác áo Đội tuyển bóng đá quốc gia Bulgaria.

## Sự nghiệp
Sinh ra ở Belgrade, Čvorović được đào tạo tại học viện bóng đá trẻ của câu lạc bộ Partizan. Mùa giải tji đấu chính thức đầu tiên của Čvorović là vào năm 2002-03 khi anh thi đấu cho đội bóng trẻ của Partizan là câu lạc bộ FK Teleoptik. Mùa giải tiếp theo anh chuyển tới thi đấu cho FK Srem Jakovo, nơi anh đã gắn bó một mùa giải rưỡi trước khi chuyển đến thi đấu quốc tế tại Bulgaria.
Năm 2004, Čvorović chuyển đến Bulgaria, ký hợp đồng với Naftex Burgas. Năm 2007, anh chuyển đến Chernomorets Burgas trước khi ký hợp đồng chuyển sang Minyor Pernik vào ngày 6 tháng 3 năm 2009. Tại đây, cầu thủ này lấy số áo 91. Ngay sau khi ra mắt tại đội tuyển quốc gia Bulgaria, anh đã chuyển tới thi đấu cho Ludogorets Razgrad.
Trong năm 2012, Čvorović đã nhập quốc tịch Bulgaria sau khi đã cư trú tại đây trong hơn 5 năm. Anh có trận ra mắt cho đội tuyển bóng đá quốc gia Bulgaria trong chiến thắng của họ trước những người Hà Lan vào ngày 26 tháng 5 năm 2012, sau khi vào sân để thay thế cho Stoyan Kolev trong hiệp hai.

## Danh hiệu

### Câu lạc bộ
Ludogorets Razgrad
- Bulgarian A (2): 2012–13, 2013–14
- Cúp quốc gia Bulgaria (1): 2013–14
- Siêu cúp Bulgaria (1): 2012